# 2018 no cinema
Este artigo é uma visão geral dos eventos ocorridos em 2018 no mundo do cinema, incluindo os filmes de maior bilheteira, cerimónias de premiação, festivais e listas de filmes lançados

## Maiores bilheterias de 2018
A lista a seguir contém os filmes com maior bilheteria de 2018, a lista poderá sofrer várias alterações até o final de 2018.
| Ranque | Título                                      | Distribudor      | Bilheteria global |
| ------ | ------------------------------------------- | ---------------- | ----------------- |
| 1      | Avengers: Infinity War                      | Disney           | US$ 2,052,415,039 |
| 2      | Black Panther                               | Disney           | US$ 1,347,597,973 |
| 3      | Jurassic World: Fallen Kingdom              | Universal        | US$ 1,308,467,944 |
| 4      | Incredibles 2                               | Disney           | US$ 1,242,805,359 |
| 5      | Aquaman                                     | Warner Bros.     | US$ 1,148,528,393 |
| 6      | Bohemian Rhapsody                           | 20th Century Fox | US$ 910,809,311   |
| 7      | Venom                                       | Sony             | US$ 856,085,151   |
| 8      | Mission: Impossible – Fallout               | Paramount        | US$ 791,115,104   |
| 9      | Deadpool 2                                  | 20th Century Fox | US$ 785,896,609   |
| 10     | Fantastic Beasts: The Crimes of Grindelwald | Warner Bros.     | US$ 654,855,901   |

- Avengers: Infinity War atingiu a marca de 1 bilhão de dólares em tempo recorde de 11 dias superando Star Wars: O Despertar da Força que em 2015 ultrapassou a barreira do 1 bilhão em 12 dias além disso tornou-se o primeiro filme de super-herói a alcançar a marca dos 2 bilhões.
- Pantera Negra se tornou o 1.º filme de origem de super-herói a atingir a marca de 1 bilhão de dólares e o primeiro filme de super-herói do Universo Cinematográfico Marvel a ter como protagonista um ator negro.

## Premiações
- Prêmios Globo de Ouro de 2018
- Oscar 2018
- BAFTA 2018
- Critics' Choice Awards de 2018

## Filmes de 2018
Lista dos lançamentos cinematográficos previstos para 2019:

### Janeiro
- O Mau Exemplo de Cameron Post
- Viva - A Vida é uma Festa
- Jumanji: Bem-Vindo à Selva
- O Touro Ferdinando
- Maze Runner: A Cura Mortal

### Fevereiro
- Cinquenta Tons de Liberdade
- Pantera Negra
- Pedro Coelho

### Março
- Tomb Raider: A Origem
- Círculo de Fogo: A Revolta
- A Ilha Dos Cachorros

### Abril
- Nada a Perder: Contra Tudo, Por Todos
- Vingadores: Guerra Infinita

### Maio
- Deadpool 2
- Han Solo: Uma História Star Wars

### Junho
- Os Incríveis 2
- Oito Mulheres e Um Segredo
- A Grande Navio
- Jurassic World: Reino Ameaçado

### Julho
- Hotel Transilvânia 3: Férias Monstruosas
- Missão Impossível - Efeito Fallout
- Putz! A Coisa Ta Feia 2

### Agosto
- Megatubarão
- Os Jovens Titãs em Ação! Nos Cinemas

### Setembro
- In Fabric
- Ilhas dos Segredos 2
- A Freira
- Pépequeno

### Outubro
- Nasce Uma Estrela
- Os Refatos
- Venom
- Halloween
- Goosebumps 2: Halloween Assombrado

### Novembro
- Animais Fantásticos: Os Crimes de Grindelwald
- O Grinch
- Bohemian Rhapsody
- Shei xian ai shang ta de

### Dezembro
- D.P.A. 2: O Mistério Italiano
- Aquaman
- Bumblebee
- O Retorno de Mary Poppins

## Festivais
| Data                       | Evento                        | Local                | Ref. |
| -------------------------- | ----------------------------- | -------------------- | ---- |
| 18–28 de janeiro           | Festival Sundance de Cinema   | Park City            |      |
| 15–25 de fevereiro         | Festival de Berlim            | Berlim               |      |
| 18–29 de abril             | Festival de Cinema de Tribeca | TriBeCa, Nova Iorque |      |
| 8–19 de maio               | Festival de Cannes            | Cannes               |      |
| 29 de agosto–8 de setembro | Festival de Veneza            | Veneza               |      |
| 6–16 de setembro           | Festival de Toronto           | Toronto              |      |

## Premiados
| Categoria                | 76.º Globo de Ouro 6 de janeiro de 2019                    | 76.º Globo de Ouro 6 de janeiro de 2019                    | 24.º Critics' Choice 13 de janeiro de 2019        | 25.º Prêmios SAG 27 de janeiro de 2019 | 72.º BAFTA 10 de fevereiro de 2019 | 91.º Prêmios da Academia 24 de fevereiro de 2019 |
| Categoria                | Drama                                                      | Musical / Comédia                                          | 24.º Critics' Choice 13 de janeiro de 2019        | 25.º Prêmios SAG 27 de janeiro de 2019 | 72.º BAFTA 10 de fevereiro de 2019 | 91.º Prêmios da Academia 24 de fevereiro de 2019 |
| ------------------------ | ---------------------------------------------------------- | ---------------------------------------------------------- | ------------------------------------------------- | -------------------------------------- | ---------------------------------- | ------------------------------------------------ |
| Melhor Filme             | Bohemian Rhapsody                                          | Green Book                                                 | Roma                                              |                                        |                                    |                                                  |
| Melhor Diretor           | Alfonso Cuarón - Roma                                      | Alfonso Cuarón - Roma                                      | Alfonso Cuáron - Roma                             |                                        |                                    |                                                  |
| Melhor Ator              | Rami Malek - Bohemian Rhapsody                             | Christian Bale - Vice                                      | Christian Bale - Vice                             |                                        |                                    |                                                  |
| Melhor Atriz             | Glenn Close - The Wife                                     | Olivia Colman - The Favourite                              | Lady Gaga - A Star is Born Glenn Close - The Wife |                                        |                                    |                                                  |
| Melhor Ator Coadjuvante  | Mahershala Ali - Green Book                                | Mahershala Ali - Green Book                                | Mahershala Ali – Green Book                       |                                        |                                    |                                                  |
| Melhor Atriz Coadjuvante | Regina King - If Beale Street Could Talk                   | Regina King - If Beale Street Could Talk                   | Regina King – If Beale Street Could Talk          |                                        |                                    |                                                  |
| Melhor Roteiro Adaptado  | Nick Vallelonga, Brian Currie, Peter Farrelly - Green Book | Nick Vallelonga, Brian Currie, Peter Farrelly - Green Book | Barry Jenkins – If Beale Street Could Talk        |                                        |                                    |                                                  |
| Melhor Roteiro Original  | Nick Vallelonga, Brian Currie, Peter Farrelly - Green Book | Nick Vallelonga, Brian Currie, Peter Farrelly - Green Book | Paul Schrader – First Reformed                    |                                        |                                    |                                                  |
| Melhor Animação          | Spider-Man: Into the Spider-Verse                          | Spider-Man: Into the Spider-Verse                          | Spider-Man: Into the Spider-Verse                 |                                        |                                    |                                                  |
| MelhorTrilha Sonora      | Justin Hurwitz - First Man                                 | Justin Hurwitz - First Man                                 | Justin Hurwitz – First Man                        |                                        |                                    |                                                  |
| Melhor Canção Original   | "Shallow" - A Star is Born                                 | "Shallow" - A Star is Born                                 | "Shallow" – A Star Is Born                        |                                        | —                                  |                                                  |
| Melhor Filme Estrangeiro | Roma                                                       | Roma                                                       | Roma - México                                     |                                        |                                    |                                                  |

## Filmes de 2018
- Ver Categoria:Filmes de 2018